# Pseudosphenoptera chrysorrhoea
Pseudosphenoptera chrysorrhoea är en fjärilsart som beskrevs av Max Wilhelm Karl Draudt 1931. Pseudosphenoptera chrysorrhoea ingår i släktet Pseudosphenoptera och familjen björnspinnare. Inga underarter finns listade.